# SESI-SP Editora
SESI-SP Editora é uma editora brasileira ligada ao Serviço Social da Indústria do Estado de São Paulo. Publica livros de diversos gêneros, incluindo fotografia, gastronomia, esportes, infantis, entre outros. Em 2015, a SESI-SP Editora fez um acordo com Quanta Academia de Artes para o lançamento de um selo de quadrinhos, pelo qual já foi indicada diversas vezes ao Troféu HQ Mix, tendo ganho nas categorias "livro teórico" e "projeto editorial" em 2015 pelo livro Humor Paulistano - A Experiência da Circo Editorial, 1984-1995. Também em 2015, a SESI-SP Editora assumiu parte do catálogo da Cosac Naify, que encerrara suas atividades no ano anterior. Em fevereiro de 2016, assumiu os direitos de publicação da série de quadrinhos franco-belga Spirou e Fantásio.